# Arnaldo de Bréscia

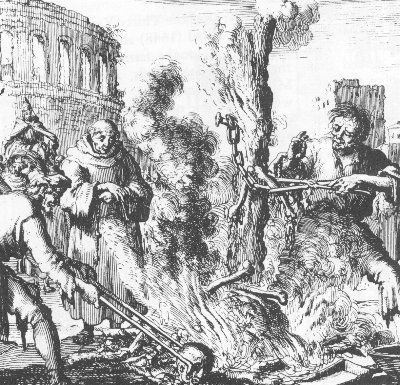
Execução de Arnaldo de Bréscia em Roma, 1155

Arnaldo de Bréscia (Bréscia, 1090 ou 1105? — Roma, 1155), também conhecido por Arnoldo da Brescia, ou simplesmente por Arnaldus foi um monge católico e reformador religioso discípulo de Pedro Abelardo. Ele exigiu que a Igreja renunciasse seu direito de ter propriedade e participou da fracassada Comuna de Roma.
Exilado pelo menos três vezes ao longo da vida, ele foi por fim capturado e enforcado por ordens do Papado, tendo seu corpo posteriormente queimado e suas cinzas jogadas no rio Tibre. Apesar dele ter falhado como reformador e líder político, seus ensinamentos sobre pobreza apostólica ganharam proeminência após sua morte entre os "Arnoldistas" e também com os valdenses e os fraticellis. Muitos o colocam como um dos precursores da Reforma Protestante.